# Sengon (Prambanan)
Sengon is een bestuurslaag in het regentschap Klaten van de provincie Midden-Java, Indonesië. Sengon telt 3481 inwoners (volkstelling 2010).